# Лозова (Страшенский район)
Лозова (рум. Lozova, Лозово) — село в Страшенском районе Молдавии. Является административным центром коммуны Лозова, включающей также село Стежарены.

## География
Село расположено на высоте 112 метров над уровнем моря.

## Население
По данным переписи населения 2004 года, в селе Лозова проживает 5934 человека (2918 мужчин, 3016 женщин).
Этнический состав села:
| Национальность | Число жителей | Процентный состав |
| -------------- | ------------- | ----------------- |
| молдаване      | 5767          | 97,19             |
| румыны         | 108           | 1,82              |
| русские        | 30            | 0,51              |
| украинцы       | 15            | 0,25              |
| гагаузы        | 2             | 0,03              |
| поляки         | 1             | 0,02              |
| болгары        | 1             | 0,02              |
| прочие         | 10            | 0,17              |
| Всего          | 5934          | 100 %             |

## Достопримечательности
Возле села расположен заповедник «Кодры».
В селе Лозово работает библиотека и ассоциация женщин села «Focul din vatra».

## Известные уроженцы
- Берихман, Моисей Бенционович (рум. Moise Berihman; 8 ноября 1900 — 11 декабря 1985) — молдавский музыкальный педагог, выпускник кишинёвской консерватории «Униря» по классу И. Финкеля и М. Пестера (скрипка). Отец композитора Златы Ткач.
- Ткач, Злата Моисеевна (1928—2006) — молдавский композитор, педагог. Заслуженный деятель искусств Молдавской ССР (1974).

## Изображения
|  |